# Década de 1480
Séculos: Século XIV - Século XV - Século XVI
Décadas: 1450 1460 1470 - 1480 - 1490 1500 1510
Anos: 1480 - 1481 - 1482 - 1483 - 1484 - 1485 - 1486 - 1487 - 1488 - 1489